# Sabulodes matrica
Sabulodes matrica är en fjärilsart som beskrevs av Druce 1891. Sabulodes matrica ingår i släktet Sabulodes och familjen mätare. Inga underarter finns listade.